# Viti Levu
Viti Levu (Gran Fiyi) es la isla más grande de Fiyi y una de las más grandes de Oceanía. En ella se encuentra la capital del país, Suva, y gran parte de la población. 

## Geografía
Viti Levu cubre 10 338 km², que en términos de superficie es similar a Líbano o Puerto Rico.  
La isla se extiende 146 km de norte a sur y 106 km de este a oeste. Es una isla de origen volcánico que alcanza su máxima altitud de 1.324 m s. n. m. en el Tomanivi, también llamado monte Victoria. 
La isla está dividida por una cordillera que recorre el eje norte-sur, diviéndola en dos mitades de similar tamaño. La parte oriental es más lluviosa, mientras que la occidental es más seca, aunque el nivel de precipitaciones es suficiente para el cultivo de la caña de azúcar, una de las principales actividades económicas de la isla.

## Economía
Además de caña de azúcar se produce algodón, tabaco y piña. En la isla se extraen asimismo algunos minerales. El turismo es clave dentro de su economía, como en la de todo el país.

## Divisiones
Además de la capital del país, en Viti Levu se encuentran otras localidades como Nadi, Lautoka, Ba y Sigatoka. Todas están ubicadas en la costa, y están interconectadas por una carretera que recorre el perímetro de la isla.
En la isla se encuentran las divisiones Central y Oeste, que comprenden las provincias Naitasiri, Namosi, Rewa, Serua, Tailevu, Bua, Cakaudrove y Macuata.

## Demografía
En total, casi 600 000 personas viven en Viti Levu, dos tercios de la población total de Fiyi. Junto a la cercana Vanua Levu, concentran el 85% de la población.